# Письмо сорока

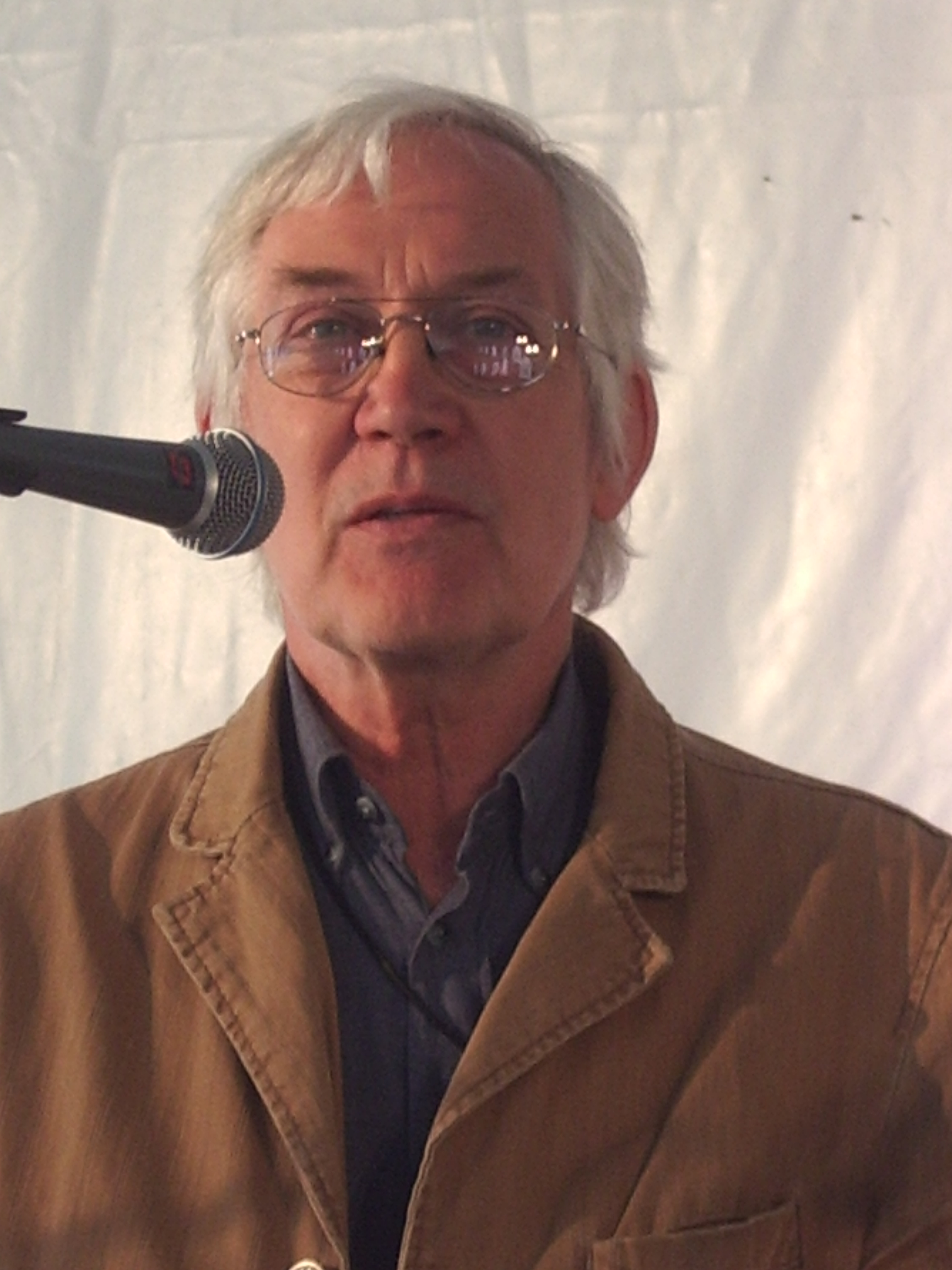
Яан Каплинский, инициатор письма

Письмо́ сорока́ (эст. Neljakümne kiri) — открытое письмо сорока представителей эстонской интеллигенции и культуры, написанное осенью 1980 года.
В тексте звучал призыв к советским властям уважать эстонские язык и культуру, а также остановить русификацию республики.

## Предыстория
После заключения пакта Молотова — Риббентропа и начала Второй мировой войны СССР присоединил независимую Эстонию. А вскоре под контролем ВКП(Б) были проведены выборы, на которых победу одержали коммунисты. Эстония была включена в состав Советского Союза в качестве ещё одной из социалистических республик. Вся государственная и общественная система была перестроена по советской модели. Тысячи эстонцев, которые считались враждебными новой власти (в первую очередь предприниматели, интеллигенция и служители церкви) оказались убиты или депортированы в Сибирь.
В последующие десятилетия проводилась политика русификации Эстонии. Если по данным официальной статистики в начале 1941 года в республике население состояло на 90,8 % из эстонцев и на 7,3 % из русских, то в 1979 году это соотношение серьёзно изменилось: доля эстонцев снизилась до 64,7 %, а доля русских выросла до 30,3 %.
В 1970-х годах в годы правления Леонида Брежнева советские власти начали проводить политику вытеснения эстонского языка из сферы документооборота и использования в СМИ. В январе 1980 года главным идеологом в Центральном Комитете Коммунистической партии Эстонии (КПЭ) был назначен Рейн Ристлаан. Он усердно занялся борьбой с использованием эстонского языка во всех сферах общественной жизни. В частности торжественная церемония посвящённая 40-летию образования КПЭ целиком прошла на русском языке.

### Протесты осени 1980 года
Вторжение советских войск в Афганистан, и как следствие отправка на эту войну призывников из Эстонии ещё больше содействовали росту недовольства в республике. 17 мая 1980 года зафиксированы стихийные протесты молодёжи в Пярну после просмотра кинофильма[прояснить]. Около пятидесяти человек выкрикивали антисоветские лозунги. Летом 1980 года власти уволили министра образования Эстонской ССР Фердинанда Эйзена. Его преемником стала уроженка РСФСР Эльза Гречкина.
Ситуация обострилась в сентябре 1980 года. Власти запретили выступление эстонской рок-группы Propeller под руководством Пеэтера Волконского на стадионе «Динамо». Это привело 22 сентября 1980 года к беспорядкам в Таллине. В них приняли участие от 200 до 500 молодых людей. Многие старшеклассники и студенты оказались арестованы и исключены из школ и вузов. Но это привело лишь к новому недовольству. Зазвучали призывы к проведению 1 октября демонстрации солидарности с репрессированными.
Последующие молодёжные протесты в Таллине, Тарту и Пярну в начале октября 1980 года были направлены в первую очередь против политики русификации. Примерно 5000 молодых участников акций протеста или сочувствующих подверглись преследованиям c формулировкой «за хулиганство». Многие из молодых людей были задержаны сотрудниками КГБ и подверглись насилию[прояснить]. Благодаря экстренным мерам направленным на улучшение экономического положения трудящихся советские власти смогли снизить протестные настроения среди представителей старшего поколения Эстонcкой ССР. Руководство СССР опасалось повторения августовских событий 1980 года в Польше.

## Письмо сорока
Рост протестных настроений впечатлил эстонских интеллектуалов. Осенью 1980 года сорок представителей интеллигенции, учёных и деятелей культуры подписали «Открытое письмо от Эстонской ССР» (Avalik kiri Eesti NSV-st). Эта акция позднее стала известна как «Письмо сорока». Само событие датируют 28 октября 1980 года.
Письмо было направлено в редакции трёх советских газет: «Правда», «Рахва Хяэль» и «Советская Эстония». Как и ожидалось, никакой официальной реакции не последовало.
В тексте авторы осуждали отсутствие свободы слова в Эстонии. Они выражали обеспокоенность тем, что эстонцы могут стать национальным меньшинством на своей родине, а также, что эстонский язык повсеместно вытесняется в пользу русского. Дело в том, что советские власти настойчиво внедряли использование русского языка как единственно допустимого в детских садах и школах. При этом подразумевалось, что  владение двумя языками необходимо только эстонцам. От русскоязычных учащихся знания эстонского языка не требовалось. Или он преподавался им чисто формально. Авторы письма считали, что это недопустимо. По мнению авторов, невозможно терпеть презрение к эстонскому языку людей, которые годами жили в республике. Каждый житель Эстонской ССР должен иметь право повсеместно и без ограничений использовать эстонский язык в устной и письменной форме. Этот принцип должен быть закреплён в законе.
Отдельно в письме звучала ещё одна тема: проводимая в Эстонии советская индустриализация никак не учитывает возникающих проблем с экологией.
Информация о письме держалось советскими властями в секрете. Впервые его текст появился в 10 декабря 1980 года в эстонской эмигрантской газете Eesti Päevaleht, которая издавалась в Стокгольме. Днем позже его зачитали эстонские дикторы радио «Свободная Европа». Позднее появились переводы на другие языки. В Эстонии письмо распространилось как самиздат. Впервые в СССР текст оказался опубликован уже при власти Михаила Горбачёва в 1988 году, когда началась эпоха гласности и перестройки.
В ноябре 1980 года советские лидеры приняли контрмеры против подписавших письмо. Их приглашали на «профилактические беседы» или даже на допросы в КГБ или в прокуратуру. Был проведён обыск в доме предполагаемого главного автора письма — Яана Каплинского. Четыре подписавшихся были уволены с работы. Власти оказали значительное давление, чтобы убедить подписавшихся отозвать свои подписи (однако без угроз физической расправы).
«Письмо сорока» стало ярким примером глубокого недовольства эстонцев произволом советской власти. В то же время это был публичный предупреждающий сигнал о том, что даже те, кто признаёт законность социалистического правления и не призывает к отделению Эстонии от СССР, больше не желают безмолвно терпеть происходящее.
Непосредственный эффект от письма оказался очень скромным. Период Застоя в Эстонской ССР продолжался. Перемены начались только после прихода к власти Михаила Горбачёва.

## Подписанты
«Письмо сорока» подписали: 
- Прийт Аймла,
- Каур Алттоа,
- Мадис Аруя,
- Арво Валтон,
- Юхан Вийдинг,
- Айра Кааль,
- Майе Калда,
- Тоомас Калль,
- Тыну Кальюсте,
- Яан Каплинский,
- Пээт Каск,
- Хейно Кийк,
- Яан Клышейко,
- Керсти Крейсманн,
- Алар Лаатс,
- Андрес Лангеметс,
- Марью Лауристин,
- Ааре Лахт,
- Пеэтер Лорентс,
- Велло Лыугас,
- Эндель Нирк,
- Лембит Петерсон,
- Арно Пукк,
- Рейн Пыллумаа,
- Пауль-Ээрик Руммо,
- Рейн Руутсоо,
- Тынис Рятсэп,
- Ита Сакс,
- Ааво Сирк,
- Мати Сиркель,
- Лехте Тавель,
- Яан Тамм,
- Рейн Тамсалу,
- Андрес Таранд,
- Пеэтер Тульвисте,
- Мати Унт,
- Лехте Хайнсалу,
- Мати Хинт,
- Аарне Юкскюла,
- Фред Юсси

Ряд известных эстонских интеллектуалов по странному стечению обстоятельств не вошли в число подписавших это письмо. В том числе самый известный эстонский писатель Яан Кросс и режиссёр Леннарт Мери, в будущем президент Эстонской Республики.
В 2015 году подписавшие письмо (из тех, кто оставался жив) получили особые знаки благодарности от президента Эстонии Тоомаса Хендрика Ильвеса за вклад в восстановление независимости республики.